# Lijst van burgemeesters van Bierum
Dit is een lijst van burgemeesters van de voormalige Nederlandse gemeente Bierum in de provincie Groningen. De gemeente heette vanaf 1808 Holwierde, maar werd in 1811 hernoemd tot Bierum. In 1990 gingen de gemeenten Bierum en Termunten op in de gemeente Delfzijl.
| Ambtsperiode | Naam burgemeester                      | Partij of stroming | Bijzonderheden |
| ------------ | -------------------------------------- | ------------------ | --- |
| 1811 - 1812  | Harm Jan van Bolhuis                   |                    | werd notaris te Middelstum |
| 1812 - 1848  | Wiert Pauwels Wiertsema                |                    | ovl. 21 december 1848 |
| 1849 - 1877  | Jacob Gerrits Bleeker                  |                    | ovl. 11 september 1877 |
| 1877 - 1883  | Jacobus Poelman                        |                    | ovl. 29 januari 1883 |
| 1883 - 1906  | N. Eisenga                             |                    | ovl. 23 december 1906 |
| 1907 - 1921  | H. Wiertsema                           |                    | ovl. 8 mei 1921 |
| 1921 - 1939  | Diedrich Heinrich Reinhard Harrenstein | Antirevolutionair  | werd gedeputeerde van de provincie Groningen |
| 1939 - 1944  | Pieter Siert Wiersema                  |                    | |
| 1944 - 1945  | Klaas Hendrik Brontsema                | NSB                | tevens burgemeester van Stedum (voordien postbesteller, na de oorlog werd levenslang tegen hem geëist, maar veroordeeld werd hij niet. Vluchtte naar Duitsland en werd nooit gevonden. Hij overleed in 1965.) |
| 1945 - 1958  | Pieter Siert Wiersema                  |                    | ovl. 8 februari 1958 |
| 1958 - 1978  | Piet (P.E.) Brons                      | ARP                | was gemeentesecretaris van Bierum, vanaf 1973 tevens burgemeester van 't Zandt |
| 1978 - 1986  | Henk (H.A.) van der Munnik             | ARP / CDA          | tevens burgemeester van 't Zandt, werd burgemeester van Tholen |
| 1986 - 1990  | Bert (A.) Hurink                       | VVD                | waarnemend burgemeester, tevens burgemeester van Rolde |